# Rue de Champagny
La rue de Champagny est une voie du 7e arrondissement de Paris, en France.

## Situation et accès
La rue de Champagny est une voie publique, longue de 39 mètres, située dans le 7e arrondissement de Paris, quartier des Invalides. Elle débute au 2, rue Casimir-Périer et se termine au 1, rue de Martignac.
Le quartier est desservi par la ligne 13 à la station Varenne.

## Origine du nom

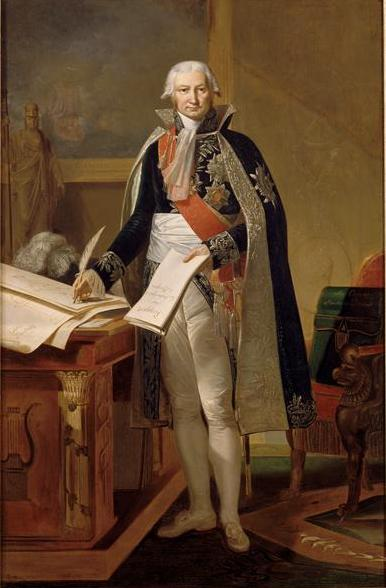
Jean-Baptiste Nompère de Champagny.

Elle porte le nom de Jean-Baptiste Nompère de Champagny (1756-1834), duc de Cadore, ministre sous Napoléon Ier.

## Historique
Cette rue ouverte en 1828 sur les terrains du couvent des religieuses de Bellechasse prend sa dénomination par une ordonnance du 5 août 1844.